# دونالد واين فوستر
دونالد واين فوستر (بالإنجليزية: Donald Wayne Foster)‏ هو لغوي أمريكي، ولد في 1950.